# Sant Quirze de Besora
Sant Quirze de Besora és un municipi de Catalunya situat a la comarca d'Osona, tot i que fins al 1989 pertanyia a la comarca del Ripollès. Està situat al centre de la regió de l'Alt Ter. Pertany a la subcomarca del Bisaura, on n'és la població en cap.
El municipi és a la vall del riu Ter al sector septentrional d'Osona, i les seves principals vies de comunicació són la carretera C-17, que uneix Barcelona i Puigcerdà, i la línia fèrria R3. L'any 2003, s'inaugurà una variant per evitar creuar la població.
Cap a l'est, Sant Quirze de Besora s'enllaça amb Santa Maria de Besora i Vidrà, d'on per camí forestal és possible d'arribar a la Garrotxa. A l'oest, s'enllaça amb el Lluçanès i el Berguedà. Al nord, s'enllaça amb el Ripollès. Antigament, la carretera C-17 (antiga N-152) creuava el poble de sud a nord.
Actualment, a la legislatura (2023-2027), l'alcalde és David Solà Rota (Som Poble-CUP).

## Geografia
L’àrea geogràfica es situa a l’extrem oriental de la serralada prepirinenca i la seva principal caracteríctica és que el riu Ter passa pel mig del poble. El relleu és muntanyós i la pluviometria elevada permetent que els cursos d’aigua siguin abundants deixant una orografia ben accidentada.
La vegetació predominant és boscosa on predominen el faig, el roure i el pi.

## Història
Sant Quirze de Besora va néixer com a vila l'any 898, tot i que es tenen proves de presència humana a l'època ibèrica i tardoromana. L'origen de la parròquia de Sant Quirze es va produir gràcies a la política de repoblació endegada per Guifré el Pelós. A partir de l'any 898, els pagesos residents a la zona es van convertir en una comunitat organitzada gràcies a la seguretat que oferia el castell de Besora. Cap al s. XI, a Sant Quirze de Besora va fer estades periòdiques la comtessa Ermessenda de Carcassona, considerada la dona més poderosa de la història de Catalunya. Ermessenda va esdevenir la muller del comte Ramon Borrell, i fou, per tant, la mare de Berenguer Ramon I i l'àvia de Ramon Berenguer I. Després de la mort del seu marit, prengué el control dels comtats de Barcelona, Girona i Osona. Ella visqué temps de canvis i encarnà el poder de la casa de Barcelona, especialment quan exercí la tutoria del seu net Ramon Berenguer I. Ermessenda va esdevenir la representació més clara del vell poder de la casa de Barcelona, enfront de la noblesa rebel. El seu paper va ser fonamental per a frenar les ànsies de poder de la noblesa. Pel que fa a la seva relació amb Sant Quirze de Besora, podem dir que el castell de Besora era un més d'entre els molts castells que estaven sota el seu control. Dins aquest castell, hi feia estades esporàdiques, ja que la seva residència habitual era a Barcelona. Amb tot, s'hi va retirar, vençuda ja pel seu net Ramon Berenguer I l'any 1057. La comtessa Ermessenda va morir l'1 de març de 1.058 a una casa del costat de l'església de Sant Quirze de Besora. Actualment, una de les places del poble porta el seu nom.
A l’època industrial diverses famílies empresàries burgeses com els Guixà o els Juncadella, moguts per l’atractiu de la força del riu Ter, estableixen a Sant Quirze importants fàbriques tèxtils que impulsaran la revolució industrial i el moviment obrer al municipi.

## Demografia
| 1497 f | 1515 f | 1553 f | 1717 | 1787 | 1857  | 1877  | 1887  | 1900  | 1910  |
| ------ | ------ | ------ | ---- | ---- | ----- | ----- | ----- | ----- | ----- |
| -      | -      | 40     | 582  | 943  | 1.300 | 1.454 | 1.659 | 2.207 | 2.452 |

| 1920  | 1930  | 1940  | 1950  | 1960  | 1970  | 1981  | 1990  | 1992  | 1994  |
| ----- | ----- | ----- | ----- | ----- | ----- | ----- | ----- | ----- | ----- |
| 2.700 | 3.034 | 2.306 | 1.886 | 2.019 | 2.033 | 2.064 | 2.040 | 2.010 | 2.010 |

| 1996  | 1998  | 2000  | 2002  | 2004  | 2006  | 2008  | 2010  | 2012  | 2014  |
| ----- | ----- | ----- | ----- | ----- | ----- | ----- | ----- | ----- | ----- |
| 2.011 | 2.005 | 1.978 | 1.986 | 1.985 | 2.069 | 2.215 | 2.240 | 2.187 | 2.148 |

| 2016  | 2018  | 2020  | 2022  | 2024  | 2026 | 2028 | 2030 | 2032 | 2034 |
| ----- | ----- | ----- | ----- | ----- | ---- | ---- | ---- | ---- | ---- |
| 2.125 | 2.107 | 2.154 | 2.142 | 2.127 | -    | -    | -    | -    | -    |

El 1934 es va produir la segregació de Montesquiu.

## Llocs d'interès
- Nucli antic de Sant Quirze de Besora
- Pont de Sant Quirze de Besora

## Educació
- Escola Segimon Comas[11]
- INS Bisaura

## Personatges cèlebres
- Carme Martí i Riera (1872-1949), modista, creadora del sistema de patronatge Martí.
- Joan Baptista Espadaler i Colomer (1878-1917), compositor català.
- Joaquima Júdez i Fageda (n. 1934), psicòloga i pediatra guardonada amb una Creu de Sant Jordi.
- Pere Martí i Bertran (n. 1952), escriptor de literatura infantil i juvenil.
- Big Mama, nom artístic de Montserrat Pratdesaba (n. 1963), cantant de blues.
- Ramon Espadaler i Parcerisas (n. 1963), diputat al Parlament de Catalunya.
- Josep M. Font de León (n. 1964), cònsol honorari de Benín a Barcelona.
- Cristina Gallach i Figueras (n. 1960), comissionada per l'Aliança per la Nova Economia de la Llengua del Govern d'Espanya.